# 삼성분교장
남산초등학교 삼성분교장은 경상북도 경산시 남산면 하대리 하대2길 32-7에 있었던 학교이다.

## 학교 연혁
- 1949년 9월 1일  하대분교장으로 독립(1학급)
- 1956년 4월 6일 하대분교장 삼성국민학교로 개교
- 1996년 3월 1일 삼성초등학교 (교명 변경)
- 1999년 3월 1일 삼성초등학교 분교장으로 지정
- 2010년 3월 1일 남산초등학교로 통합

## 같이 보기
- 삼성초등학교